# El Pueblo Católico
El Pueblo Católico fue un periódico español publicado en la ciudad de Jaén entre 1893 y 1935.

## Historia
Fue fundado en 1893, originalmente como una publicación bisemanal; a partir de 1909 pasará a publicarse con carácter diario. De línea marcadamente integrista y católica, destacó en la dirección del mismo el escritor local Francisco de Paula Ureña.
Durante la etapa de la Dictadura de Primo de Rivera, de la cual El Pueblo Católico llegó a mostrarse crítico, hubo un corto periodo en que llegó a ser el único diario editado en Jaén capital. Tras la proclamación de la Segunda República el diario atravesó una etapa económica muy difícil, y su línea editorial antirrepublicana le llevó a tener numerosos conflictos con las autoridades. Llegó a cambiar de propietario y a cerrar temporalmente en 1934, pero el diario no pudo sobrevivir a las dificultades y cerró definitivamente en enero de 1935. Fue sucedido por el diario carlista El Eco de Jaén.